# Cephalaria nachiczevanica
Cephalaria nachiczevanica är en tvåhjärtbladig växtart som beskrevs av Jevgenij Grigorjevitj Bobrov. Cephalaria nachiczevanica ingår i släktet jätteväddar, och familjen Dipsacaceae. Inga underarter finns listade i Catalogue of Life.